# استروتیوسور
استروتیوسور (نام علمی: Struthiosaurus) نام یک سرده از تیره برجسته‌خزندگان است.